# Abadía de Saint-Benoît-du-Lac
La abadía de Saint-Benoît-du-Lac (en francés: Abbaye de Saint-Benoît-du-Lac) es un monasterio de Quebec, Canadá, que fue fundado en 1912 por exiliados (Abadía de Fontenelle) de St. Wandrille, Francia bajo el abad Joseph Pothier, liturgista y erudito que reconstituyó el canto gregoriano. El padre Pablo Bellot, fue el arquitecto 1939-1941.
El nuevo convento más tarde llegó a ser independiente dentro de la Congregación de Solesmes.
Hoy en día posee un poco más de medio centenar de monjes que viven bajo la Regla de San Benedicto (Benito). Enclaustrados, están obligados a buscar a Dios en la celebración de la liturgia de la Iglesia, en la oración privada acompañada de la meditación de la Biblia y en el manual y el trabajo intelectual. Forman una comunidad bajo la dirección de un abad.